# 425 Корнелія
425 Корнелія (425 Cornelia) — астероїд головного поясу, відкритий 28 грудня 1896 року Огюстом Шарлуа у Ніцці.